# Кальяри (юдикат)
Кальяри — один из 4 сардинских юдикатов (средневековых княжеств). Был расположен в юго-восточной части острова и состоял из 13 кураторий. Граничил с тремя другими юдикатами — Арбореей, Галлурой и Логудоро (Торресом).
Город Кальяри, столица византийской провинции Сардиния, начиная с 8 века стал терять своё прежнее значение из-за арабских набегов. Многие жители предпочли бежать и основали новый город — Санта Иджия, который и стал столицей юдиката.
Первый судья, о котором имеются сведения — Уго, маркиз де Масса (ум. после 6 марта 1021), упоминается в документе от 3 апреля 1002 г. (Ugonus…marchio Masse domino de Corsica et judex Calaritanus).
Основателем династии, правившей юдикатом более века, был Торкиторио I (ум. до 1089) или его отец  Мариано Салюзио I де Лакон-Гунале.
В 1258 году в результате военного вторжения пизанцев и их союзников юдикат Кальяри прекратил своё существование: его территорию разделили Пиза, Арборея, Галлура и пизанский род Делла Герардеска.

## Список судей
- Уго ди Масса, маркиз Корсики, упом. 1002 и 1021
- Гульельмо, маркиз Корсики, упом. 1019
- Мариано Салюзио I де Лакон-Гунале
- Орцокко (Торкиторио I) (ум. до 1089), сын
- Костантино I (Салюзио II) (ум. после 1090), сын
- Торбино (ум. после 1112), брат
- Мариано (Торкиторио II) (ум. 1130), сын Костантино
- Костантино II Салюзио III (ум. 1163), сын
- Пьетро ди Торрес (Торкиторио III) (смещён в 1188), зять
- Оберто ди Масса (ум. 1190), захватил власть с помощью силы
- Гульельмо I ди Масса (Салюзио IV) (ум. 1214), сын
- Бенедетта ди Масса (ум. 1232/1233), дочь
- Гульельмо II (1215/1216 — 1254), сын
- Джованни ди Масса (убит в 1256), сын
- Гульельмо III ди Чепола (ум. 1258), возможно — племянник Гульельмо II по матери.